# Nijega
Nijega (Fries: Nyegea, [’ni.əɡɪ.ə]) is een dorp in de gemeente Smallingerland in de Nederlandse provincie Friesland. Nijega ligt ten noorden van Drachten, tussen de Tike en van Oudega net ten zuiden van de N31, ook wel de Wâldwei.
In 2023 telde het dorp 490 inwoners. De buurtschappen; Egbertsgaasten, Middelburen en Wierren liggen in het postcodegebied van Nijega.

## Geschiedenis
De hoofdweg van Nijega is de Kommisjewei, aan deze weg is de plaats in de Middeleeuwen ontstaan. De plaatsnaam verwijst naar het feit dat Nijega het nieuwe dorpsgebied van Oudega was. De plaats werd vanaf de 15e eeuw vermeld als Nyegae, Niega en Nijega.  
De oorspronkelijke kerk van Nijega had volgens de Tegenwoordige Staat van Friesland uit 1788 geen toren. De huidige Hervormde kerk van Nijega dateert uit 1883/94. De klok die er in hangt dateert uit 1391. 
Van 1886 tot 1947 had Nijega twee haltes aan de tramlijn Veenwouden-Drachten. 

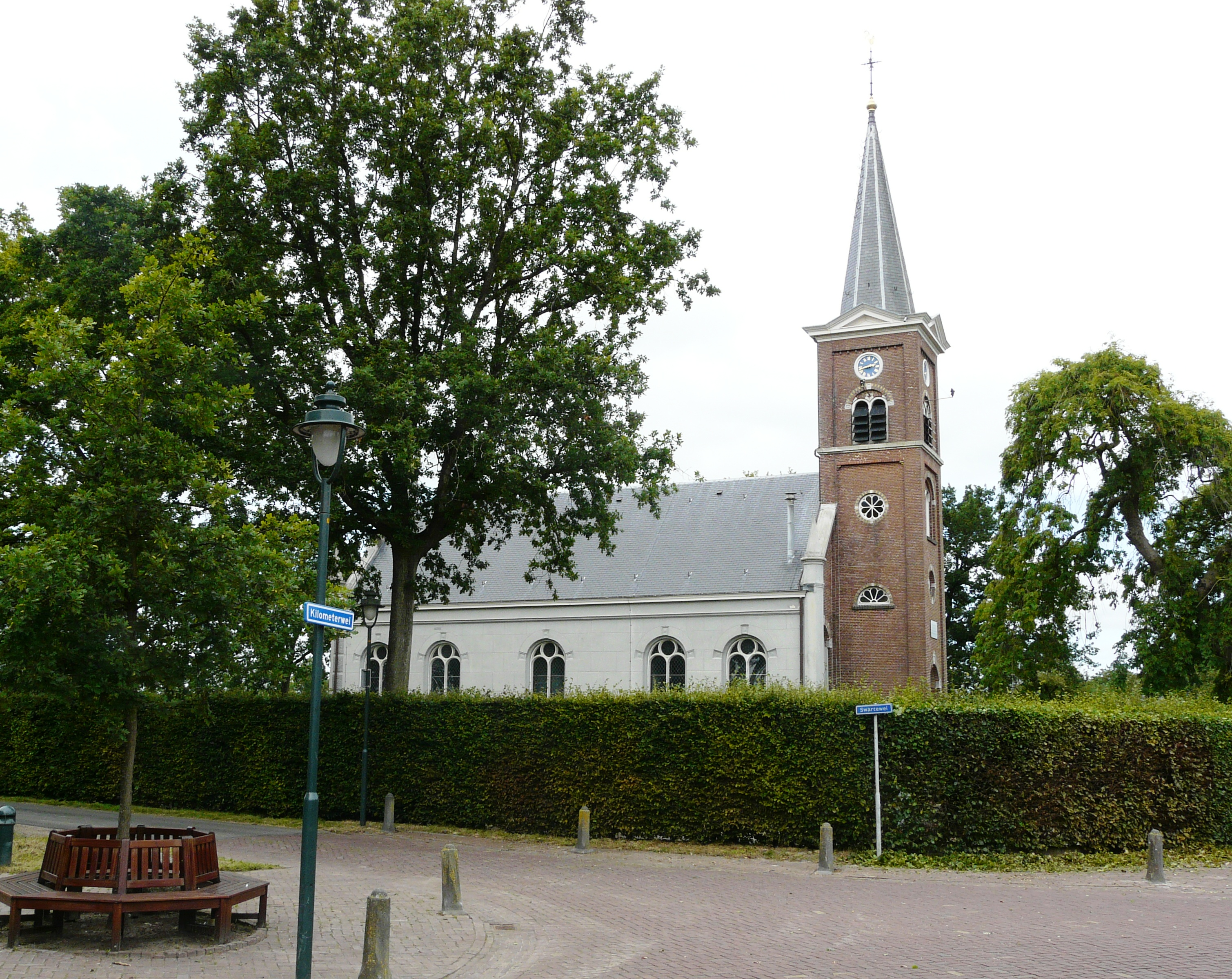
Hervormde kerk van Nijega

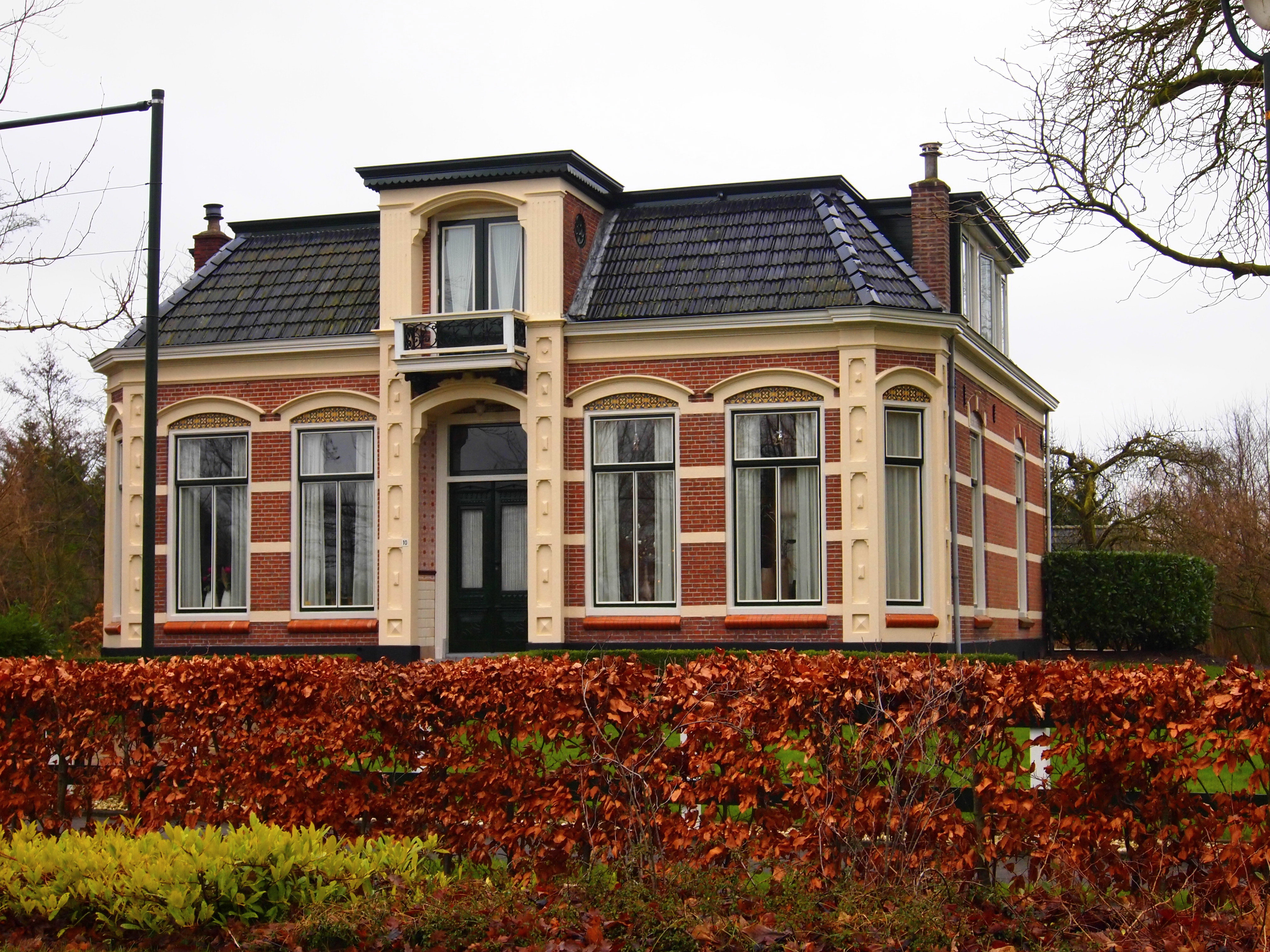
Gemeentelijk monument

## Cultuur
Het dorp kent sinds 1918 een eigen toneelvereniging, T.S. Nij Begjin.

## Sport
De gymnastiekvereniging Toneo werd opgericht in 1966 en heeft leden uit de Tike, Oudega en Nijega. Hetzelfde geldt voor de voetbalvereniging ONT, die vier jaar eerder was opgericht. 

## Bevolkingsontwikkeling
| 1954 | 1959 | 1964 | 1969 | 1974 | 1999 | 2002 | 2004 | 2010 | 2012 | 2016 | 2017 | 2018 | 2021 | 2023 |
| ---- | ---- | ---- | ---- | ---- | ---- | ---- | ---- | ---- | ---- | ---- | ---- | ---- | ---- | ---- |
| 563  | 613  | 599  | 552  | 497  | 474  | 492  | 516  | 493  | 489  | 453  | 461  | 470  | 470  | 490  |